# Бребель
Бребель (нім. Brebel) — громада в Німеччині, розташована в землі Шлезвіг-Гольштейн. Входить до складу району Шлезвіг-Фленсбург. Складова частина об'єднання громад Зюдербраруп.
Площа — 6,96 км2. Населення становить Невірний параметр metadata 01 059 014 ос. (станом на 31 грудня 2020).